# Douglas Quentin Adams
Douglas Quentin Adams és un lingüista comparatiu de l'indoeuropeu i professor a la Universitat d'Idaho anglès. Va estudiar a la Universitat de Chicago i va obtenir el seu doctorat el 1972. És expert en el tokhari i ha contribuït en aquest tema en l'Encyclopædia Britannica. També ha estat coautor de dues obres sobre la cultura i llengües indoeuropees, juntament amb J. P. Mallory, de la Reial Acadèmia d'Irlanda. És editor lingüístic del Journal of Indo-European Studies, fundat per Roger Pearson.
A la Universitat d'Idaho, Adams ensenya lingüística, gramàtica i semàntica en el programa d'Anglès com a Segona Llengua.

## Obra
- Adams, Douglas Q. Essential modern Greek grammar.  Dover Publications, 1987. ISBN 0-486-25133-0.
- Adams, Douglas. Tocharian historical phonology and morphology.  American Oriental Society, 1988. ISBN 0-940490-71-4.
- Mallory, J. P. Encyclopedia of Indo-European Culture.  Fitzroy Dearborn Publishers, 1997. ISBN 1-884964-98-2.
- Hamp, Eric P. Festschrift for Eric P. Hamp.  Washington, D.C: Institute for the Study of Man, 1997. ISBN 0-941694-57-7.
- Adams, Douglas. A dictionary of Tocharian B. 1. 2a edició.  Amsterdam: Rodopi Publishers, 2013, p. 964. ISBN 9042036710.
- Mallory, J. P. The Oxford Introduction to Proto-Indo-European and the Proto-Indo-European World.  Oxford University Press, 2006, p. 760. ISBN 0-19-929668-5.